# El Gorosito
El Monumento al Obrero Petrolero, conocido popularmente como El Gorosito, es una estatua en homenaje al obrero petrolero creada por el escultor Pablo Daniel Sánchez y el topógrafo José Cifuentes que se encuentra en el cruce de seis importantes avenidas de Caleta Olivia y fue inaugurado en 1969; es el monumento más emblemático de la urbe caletense, usado actualmente como ícono cultural de la ciudad. La plazoleta y el entorno que lo rodean son el núcleo de la mayoría de las manifestaciones, fiestas, conmemoraciones, reclamos, justicia, protestas y encuentros populares de la comunidad.

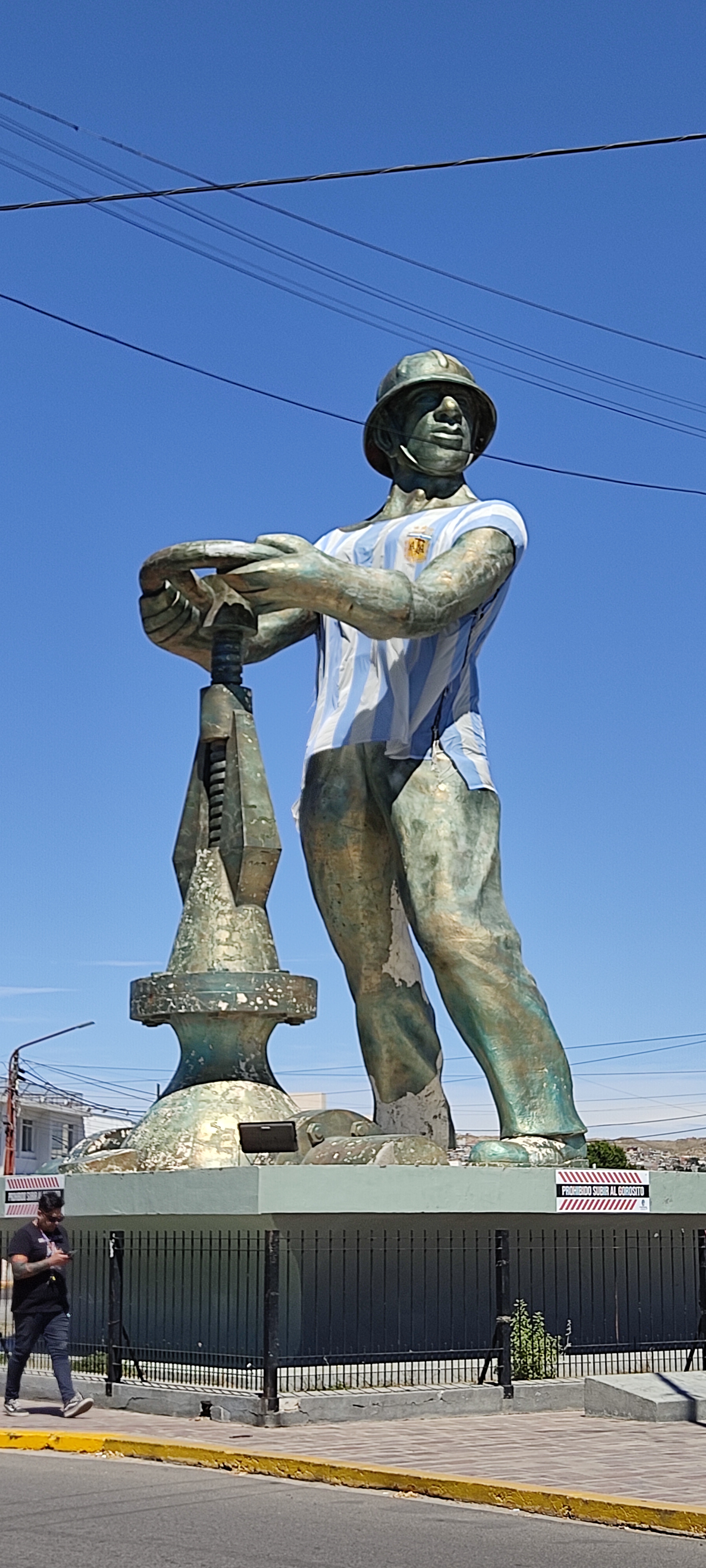
Vista de El Gorosito en enero de 2023, vestido con la camiseta de la selección argentina como festejo por la victoria en el Mundial 2022 realizado en Catar.

Está emplazado en la intersección de las avenidas Güemes, San Martín, Senador Ramón Almendra, Eva Perón, Lisandro de la Torre e Independencia. En su base se encuentran placas alusivas a los trabajadores pioneros del petróleo en la Patagonia José Fuchs y Humberto Beghin.

## Historia y anécdota
La ciudad de Caleta Olivia cuenta con el monumento al obrero petrolero “El Gorosito”, que simboliza en realidad el monumento al petróleo en nuestro país. El mismo está representado por la hermosa figura de un hombre al pie del pozo de producción dando inicio a la dinámica energética que alimenta al país.
El monumento, de unos 13 metros de altura, fue inaugurado el 13 de diciembre de 1969, cuando la construcción más alta del pueblo no superaba los 4 metros y medio, y desde entonces es testigo del crecimiento de esa comunidad.
En su base se encuentran placas alusivas en homenaje a los pioneros del petróleo en la Patagonia, Fuchs y Beghin; a los caídos en cumplimiento del deber; a las instituciones que posibilitaron la obra; a las colectividades extranjeras y a las Asociaciones Provincianas y Centro Vecinales.
El monumento simboliza la actividad petrolera de la zona y del país, ya que al abrir la válvula se pone en actividad la producción controlada, quedando implícito el trabajo y responsabilidad que asume el hombre en la boca de perforación. Así como también rinde homenaje a todos los hombres concurrentes de los rincones más alejados del país que arribaron en busca de nuevos horizontes. Además el torso desnudo de la figura, que representa el hombre en supremo esfuerzo, y la mirada hacia el norte, muestran la actitud del obrero expresando lo que la Patagonia le entrega al país, la riqueza de su suelo.
El Gorosito tienen una anécdota muy particular y divertida ya que la historia dice que el día de la inauguración oficial las autoridades comunales solo inauguraron los pantalones del monumento y 2 días después, ante 600 personas que aguantaban la respiración, un operario con una grúa logró poner el torso desnudo del monumento en el círculo que formaban los pantalones y los botines agarrados a la tierra.
En cuanto al nombre del monumento existen varias versiones. Una de ellas se refiere a un comediante reconocido de una radio de la ciudad de Buenos Aires, que durante la construcción del monumento, aseguró que la obra iba a ser algo muy imponente y nunca visto en la zona, a lo que le respondieron: “Ah, te agrandaste Gorosito”.
Otra explicación nace de algunos de los obreros que construyeron el monumento en relación con una publicidad de esa época relacionada con una marca de zapatillas llamada Gorosito.
Este monumento remarca la influencia que tuvo y sigue teniendo la actividad petrolera en la economía de esta región patagónica como también en toda la Patagonia. “El Gorosito” muestra a un trabajador con una válvula de paso, con guantes y el torso desnudo, como cualquier trabajador en plena labor. Tiene su mirada clavada hacia el norte, lo que representa el aporte mineral y económico que la Patagonia le entrega al resto de Argentina.

## Restauraciones
El monumento ha sido protagonista de 8 grandes cambios en su tono de color, además de las restauraciones en la plazoleta que lleva el nombre de su creador, José María Cifuentes. La última modificación que tuvo la figura fue en el 2012, con motivo del 111.º aniversario de la ciudad.

## Representación social
El Gorosito, nombre familiar que se le impuso, es representado en la mente de los caletenses como una forma de máximo símbolo de la ciudad; es decir que a sus pies reside una forma que corporaliza a Caleta Olivia. Es por ello que desde hace años las distintas manifestaciones sociales se dan citas a sus pies para reclamar justicia, trabajo, hacerse eco o simplemente festejar. No es extraño que el monumento y su plazoleta reciba pintadas y abrazos simbólicos para expresar el sentimentalismo de las masas que son convocadas por diferentes motivos.

## Interpretaciones
Si bien la interpretación oficial del Gorosito plantea que la obra busca expresar toda la riqueza que la Patagonia y el trabajo de sus hombres entregan al país, Fabio Seleme, ensayista y docente de filosofía en la UNPA y UTN, ha publicado una interpretación algo diferente de la obra, ligando la obra a un mito local. En un breve ensayo titulado “El coloso en sus gestos”, Fabio Seleme ha planteado que si uno atiende a los gestos de la escultura (la posición de las piernas, las manos, los pliegues del pantalón y la torsión general del cuerpo) se puede advertir que no es claro que el obrero petrolero esté abriendo la válvula (como quiere la interpretación oficial), sino que más bien parece todo lo contrario, ya que da la impresión que el Gorosito estuviera haciendo girar la manivela en sentido horario, es decir, cerrándola. 
A partir de este hecho Fabio Seleme cree ver escenificado un mito patagónico, el que plantea que la región puede llegar a cortar el suministro de crudo y gas que produce para el resto del país, si necesita hacer valer o reivindicar algún derecho colectivo. En esta interpretación, el Gorosito sería una obra que pone en cuestión la temática del poder, atravesada por la posesión del recurso y los medios de producción en relación con las clases populares y trabajadoras. La mirada al norte del Gorosito significaría una simbólica referencia de advertencia a los poderes dominantes ya que las manos del obrero petrolero se encuentran en gesto desafiante de cierre.